# Jablonský
Jablonský (feminine Form: Jablonská, Plural: Jablonští) ist ein tschechischer Familienname. Außerdem ist es ein Attribut, welches sich auf die Toponyme Jablonné oder Jablůnka bezieht. Varianten in der Schreibung (v. a. außerhalb Tschechiens) sind Jablonsky und Jablonski.

## Namensträger
- Boleslav Jablonský (1813–1881), tschechischer Dichter
- Daniel Ernst Jablonski (1660–1741), deutscher Prediger tschechischer Abstammung
- Johann Theodor Jablonski (1654–1731), deutscher Pädagoge und Lexikograf tschechischer Abstammung
- Jozef Jablonský (1938–2017), slowakischer Geologe, Universitätsdozent
- Linda Kallistová Jablonská (* 1979), tschechische Regisseurin
- Milan Jablonský (* 1956), tschechischer Autor und Herausgeber
- Petr Figulus Jablonský (1619–1670), tschechischer Theologe und Schwiegersohn von Johann Amos Comenius
- Tomáš Jablonský (* 1987), tschechischer Fußballspieler

## Geographische Bezeichnungen
- Jablonský les, ausgedehntes Waldgebiet zwischen Mistrovice und Letohrad
- Jablonská vrchovina, Höhenzug innerhalb der Mesoregion Podorlická pahorkatina, Mittelsudeten
- Jablonská (1117 m), Berg in der Malá Fatra